# الیندال (میشیگان)
الیندال، میشیگان (به انگلیسی: Allendale, Michigan) یک منطقهٔ مسکونی در ایالات متحده آمریکا است که در میشیگان واقع شده‌است.

## خصوصیات
الیندال ۶۱٫۵ کیلومترمربع مساحت و ۱۷٬۵۷۹ نفر جمعیت دارد و ۱۹۹ متر بالاتر از سطح دریا واقع شده‌است.